# Pilosium chlorophyllum
Pilosium chlorophyllum là một loài Rêu trong họ Stereophyllaceae. Loài này được (Hornsch.) Müll. Hal. miêu tả khoa học đầu tiên năm 1897.